# Veronika Malá
Veronika Malá (født. 6. maj 1994) er en tjekkist håndboldspiller som spiller for SG Bietigheim i Tyskland og for det Tjekkiske kvindelandshold.